# Мериван
Мерива́н (перс. حاشیه مریوان‎, курд. حاشیه مەریوان, Merîwan) — город на западе Ирана, в провинции Курдистан. Административный центр шахрестана Мериван. Третий по численности населения город провинции.

## География

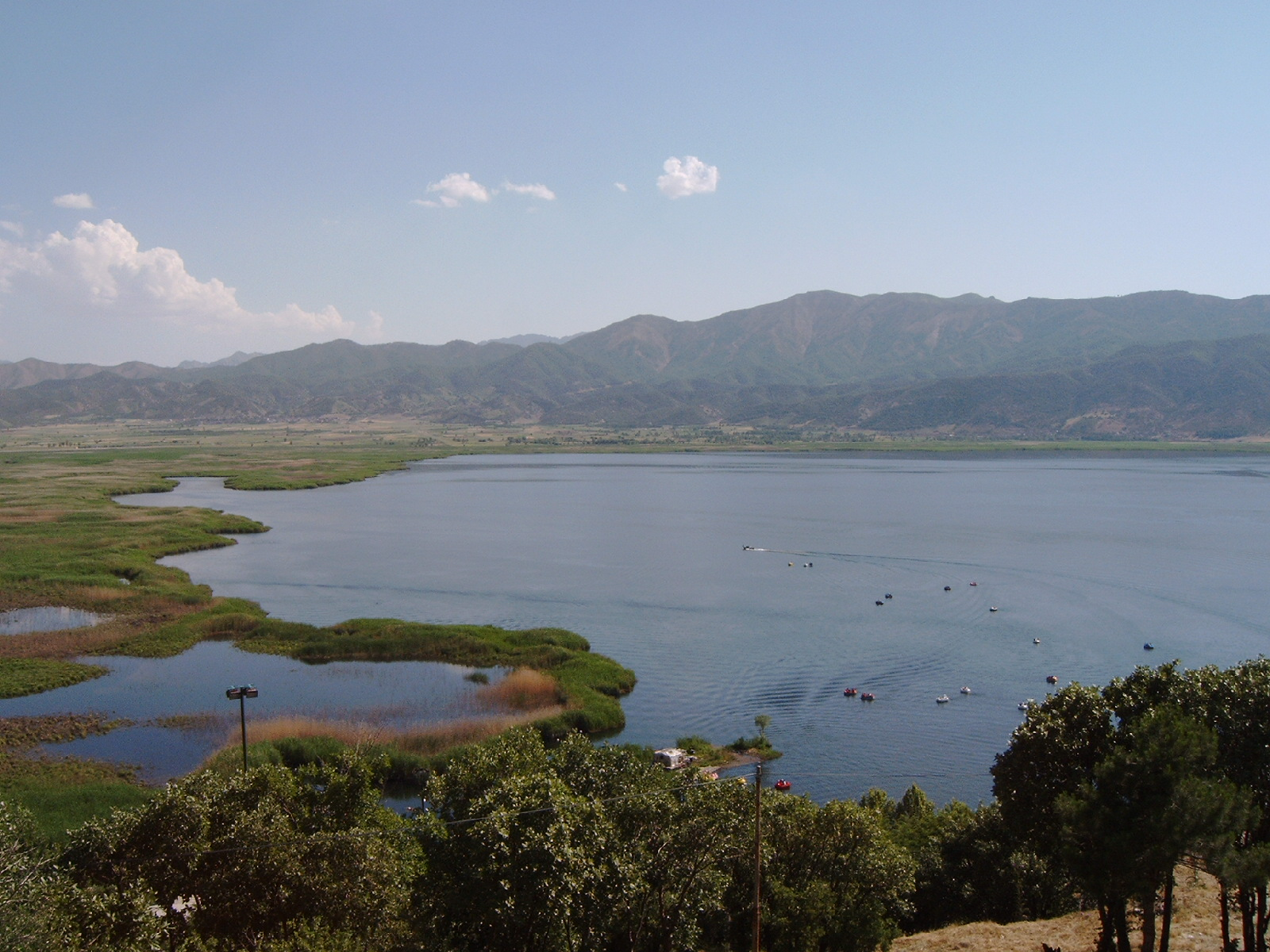
Вид на озеро Заривар

Город находится в западной части Курдистана, в горной местности, на высоте 1289 метров над уровнем моря.
Мериван расположен на расстоянии приблизительно 75 километров к западу-северо-западу (WNW) от Сенендеджа, административного центра провинции и на расстоянии 460 километров к западу от Тегерана, столицы страны.

## Население
По данным переписи, на 2006 год население составляло 91 664 человека; в национальном составе преобладают курды (носители языка сорани), в конфессиональном — мусульмане-сунниты.
| 1986  | 1991   | 1996   | 2006   | 2012    |
| ----- | ------ | ------ | ------ | ------- |
| 5 039 | 45 205 | 60 459 | 91 664 | 101 047 |

Демографический рост, таким образом, значительно замедлился: среднегодовые темпы общего роста населения Меривана были крайне высоки в 1991—1996 годах — 6 % в год, но стали заметно более низкими — менее 2 % в год в 2006—2012 годах.

## История
Город был основан в самом начале XX века. Основателем города считается член правящей династии Каджаров Фархад-Мирза. Он приказал построить в районе современного Меривана крепость. В 1908 году Хадж-Фархад Мутамад-уд-Даула перестроил крепость, сделав ее более мощной и назвал ее «Шахабадская крепость». Еще в начале 1950-х гг. Мериван представлял собою небольшую деревню с грунтовыми дорогами и несколькими магазинами. В 1955 году в Мериване появилась начальная и средняя школы, а в 1957 году было построено здание мэрии. В 1960 году в городе начали добывать артезианскую воду для нужд местного населения.

## Климат
Климат города определяется высотным расположением (1289 м), а также влиянием средиземноморских воздушных масс. В течение года выпадает большое количество атмосферных осадков (500—900 мм), что способствует обилию растительности в регионе.

## Достопримечательности
В 10 километрах к северо-востоку от города расположен мост Гаран, перекинутый через одноимённую не пересыхающую летом реку. В 3 километрах к востоку от Меривана находится крепость Имам (Хан-Ахмад), построенная около 1535 года. Во время ирано-иракской войны иракские бомбардировки нанесли ей значительный ущерб. Также в районе Меривана функционирует один из самых крупных приграничных рынков западной части Ирана.

Окрестности Меривана содержат ряд уникальных природных объектов и ландшафтов.
К западу от города, на высоте 1285 метров над уровнем моря, находится живописное горное озеро Заривар, длина и ширина которого составляют 4,5 и 2 километра соответственно.
Мериван окружают лесные массивы, занимающие площадь около 185 000 га.
В близлежащих горах, на скальной поверхности вырезаны человеческие фигуры, а также клинописные надписи, датированные концом 2-го — началом 1-го тысячелетия до н. э.